# Fosfolipase

Splitsingsplaatsen door fosfolipase. Fosfolipase B splitst op de plaatsen PLA1 en PLA2.

Fosfolipasen zijn enzymen die een fosfolipide in vetzuren en andere lipofiele stoffen splitsen. Er worden vier hoofdgroepen van fosfolipasen onderscheiden, die respectievelijk met A, B, C en D aangeduid worden.
- Fosfolipase A
  - Fosfolipase A2
- Fosfolipase B
- Fosfolipase C
- Fosfolipase D